# チップス先生さようなら (1969年の映画)
『チップス先生さようなら』（チップスせんせいさようなら、Goodbye, Mr. Chips）は、1969年のアメリカ合衆国・イギリスのミュージカル映画。
ジェームズ・ヒルトンの同名小説の、1939年の同名映画に次いで2度目の映画化。ハーバート・ロスの監督デビュー作。
主演のピーター・オトゥールは、第27回ゴールデングローブ賞主演男優賞と1969年度ナショナル・ボード・オブ・レビュー賞 男優賞を受賞した。

## ストーリー
イングランド南部の小さな町ブルックフィールドにあるパブリックスクール「ブルックフィールド・スクール」に教師として勤めるアーサー・チッピング（Arthur Chipping）、通称「チップス先生」。彼は教育熱心ではあったが、生真面目すぎて融通がきかず、生徒たちの受けは良くなかった。
チップスは夏休みを利用してイタリアへの旅に出かける途中、ロンドンでミュージカル女優のキャサリンと知り合う。その後、ポンペイの遺跡で再会した2人は恋に落ちる。
ブルックフィールドへ戻ると、チップスの傍らには華やかなキャサリンがいた。校長をはじめ学園中の皆が驚いたが、キャサリンは人気者になる。しかし、学校の有力者サタウィック卿（Lord Sutterwick）はそれを快く思わず、チップスを学校から追い出すよう校長を脅した。キャサリンは身を引こうとしたが、チップスの愛に支えられ、2人の幸福な生活が続く。明るいキャサリンの影響で、生徒たちも、チップスが堅ぶつなりに一途な、生徒思いの教師である事に気づいて行った。
やがて第二次世界大戦が始まり、キャサリンは女優として空軍の慰問に向かった。しかし、チップスの校長就任が決まったのを知らずに、キャサリンはナチスドイツの新兵器V1飛行爆弾による空襲で死んでしまう。
すっかり年老いたチップスは、終戦と同時に退任した。学園の近くに住み続けたチップスは、若い生徒たちや妻の想い出に包まれて静かに余生を送るのだった。

## キャスト
| 役名         | 俳優                     | 日本語吹替                                                                          |
| 役名         | 俳優                     | フジテレビ版                                                                        |
| ------------ | ------------------------ | ----------------------------------------------------------------------------------- |
| チップス先生 | ピーター・オトゥール     | 久米明                                                                              |
| キャサリン   | ペトゥラ・クラーク       | 伊藤幸子                                                                            |
| 校長         | マイケル・レッドグレイヴ | 木村幌                                                                              |
| アーシュラ   | シアン・フィリップス     | 此島愛子                                                                            |
| 不明 その他  |                          | 浅井淑子 藤本譲 糸博 岡部政明 加藤修 野沢雅子 菅谷政子 京田尚子 村越伊知郎 野島昭生 |
|              |                          |                                                                                     |
| 演出         | 演出                     | 高桑慎一郎                                                                          |
| 翻訳         | 翻訳                     | 山田実                                                                              |
| 効果         |                          |                                                                                     |
| 調整         |                          |                                                                                     |
| 制作         | 制作                     | 千代田プロダクション                                                                |
| 解説         | 解説                     | 高島忠夫                                                                            |
| 初回放送     | 初回放送                 | 1977年3月25日 『ゴールデン洋画劇場』                                                |

## 使用楽曲
レスリー・ブリッカス(作詞・作曲)、ジョン・ウィリアムズ(スコア、指揮)
- 序曲 (オーケストラ演奏、ジョン・ウィリアムズ指揮)
- テーマ曲：世界を愛で (少年合唱、オーケストラ演奏)
- 私の幼年時代はどこへ (ピーター・オトゥール)
- ロンドンはロンドン (ペトゥラ・クラーク)
- 空もほほえむ (ペトゥラ・クラーク)
- アポロ (ペトゥラ・クラーク)
- 大人になれば (少年合唱)
- 二人で歩むこの世界 (ペトゥラ・クラーク)
- 世界を愛で (ペトゥラ・クラーク、少年合唱)
- "Entr'Acte/What Shall I Do With Today?" (ペトゥラ・クラーク、オーケストラ演奏)
- "What a Lot of Flowers" (ピーター・オトゥール)
- "What a Lot of Flowers (反復)" (ピーター・オトゥール)
- 空もほほえむ (反復) (ペトゥラ・クラーク)
- 学校時代 (ペトゥラ・クラーク、少年合唱)
- あなたと私 (ペトゥラ・クラーク)
- "Fill the World With Love (Reprise)" (ピーター・オトゥール、少年合唱)
- エンディング：あなたと私 (オーケストラ演奏)
- なつかしき青春  (ピーター・オトゥール) (サウンドトラックにのみ収録)

楽曲の一部がCD「『ボーイフレンド / チップス先生さようなら』オリジナル・サウンドトラック」(EMI、TOCP-6234)に収められている。